# Grand Prix Europy 2011

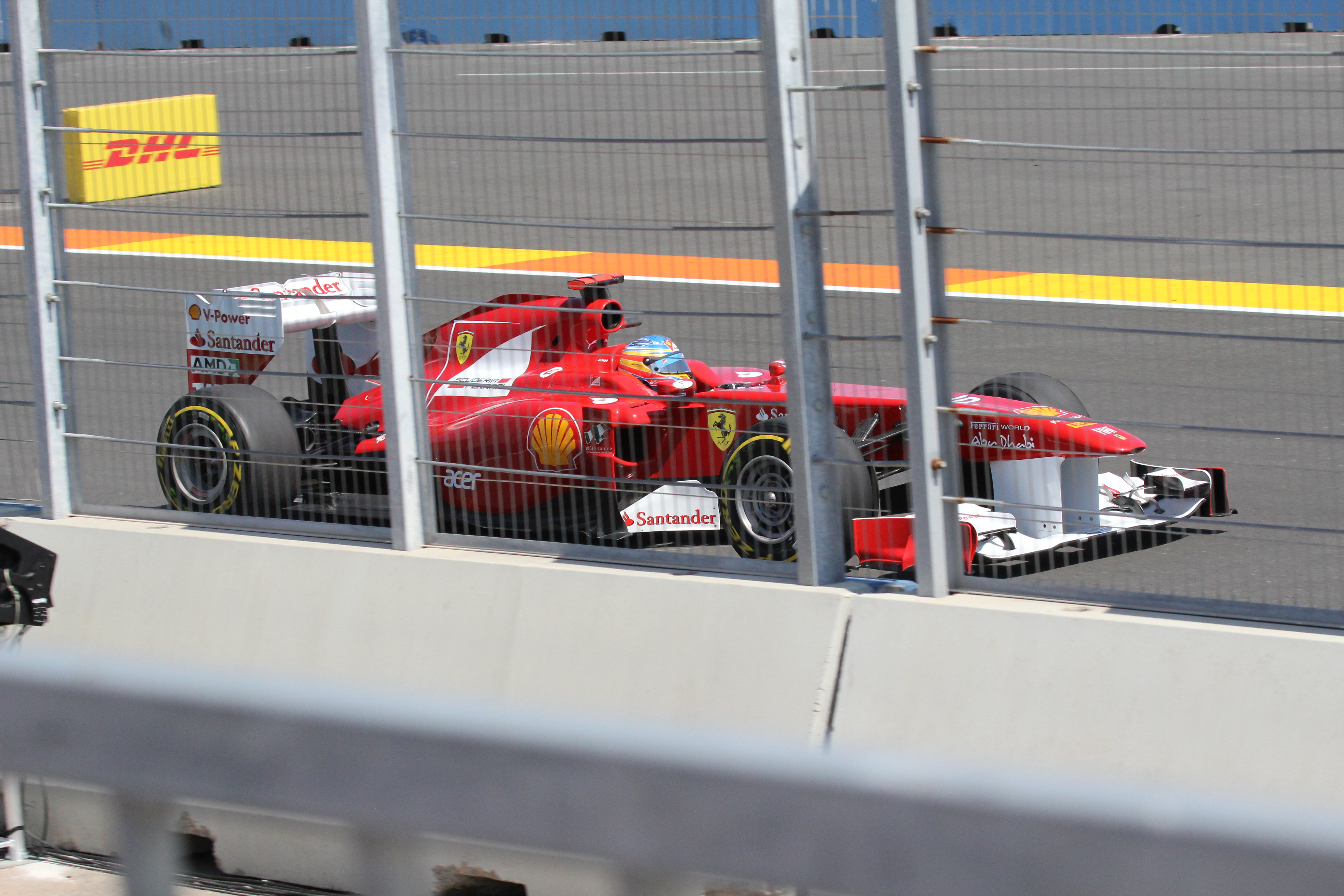
Fernando Alonso podczas Grand Prix Europy 2011

Grand Prix Europy 2011 – ósma runda Mistrzostw Świata Formuły 1 w sezonie 2011.

## Lista startowa
Na niebieskim tle kierowcy biorący udział jedynie w piątkowych treningach
| Nr | Kierowca           | Zespół                       | Samochód            | Silnik               | Opony |
| -- | ------------------ | ---------------------------- | ------------------- | -------------------- | ----- |
| 1  | Sebastian Vettel   | Red Bull Racing              | Red Bull RB7        | Renault RS27-2011    | P     |
| 2  | Mark Webber        | Red Bull Racing              | Red Bull RB7        | Renault RS27-2011    | P     |
| 3  | Lewis Hamilton     | Vodafone McLaren Mercedes    | McLaren MP4-26      | Mercedes-Benz FO108Y | P     |
| 4  | Jenson Button      | Vodafone McLaren Mercedes    | McLaren MP4-26      | Mercedes-Benz FO108Y | P     |
| 5  | Fernando Alonso    | Scuderia Marlboro Ferrari    | Ferrari 150° Italia | Ferrari 056          | P     |
| 6  | Felipe Massa       | Scuderia Marlboro Ferrari    | Ferrari 150° Italia | Ferrari 056          | P     |
| 7  | Michael Schumacher | Mercedes GP Petronas F1 Team | Mercedes MGP W02    | Mercedes-Benz FO108Y | P     |
| 8  | Nico Rosberg       | Mercedes GP Petronas F1 Team | Mercedes MGP W02    | Mercedes-Benz FO108Y | P     |
| 9  | Nick Heidfeld      | Lotus Renault GP Team        | Renault R31         | Renault RS27-2011    | P     |
| 10 | Witalij Pietrow    | Lotus Renault GP Team        | Renault R31         | Renault RS27-2011    | P     |
| 11 | Rubens Barrichello | AT&T WilliamsF1 Team         | Williams FW33       | Cosworth CA2011      | P     |
| 12 | Pastor Maldonado   | AT&T WilliamsF1 Team         | Williams FW33       | Cosworth CA2011      | P     |
| 14 | Adrian Sutil       | Force India Formula One Team | Force India VJM04   | Mercedes-Benz FO108Y | P     |
| 15 | Paul di Resta      | Force India Formula One Team | Force India VJM04   | Mercedes-Benz FO108Y | P     |
| 15 | Nico Hülkenberg    | Force India Formula One Team | Force India VJM04   | Mercedes-Benz FO108Y | P     |
| 16 | Kamui Kobayashi    | Sauber F1 Team               | Sauber C30          | Ferrari 056          | P     |
| 17 | Sergio Pérez       | Sauber F1 Team               | Sauber C30          | Ferrari 056          | P     |
| 18 | Sébastien Buemi    | Scuderia Toro Rosso          | Toro Rosso STR6     | Ferrari 056          | P     |
| 18 | Daniel Ricciardo   | Scuderia Toro Rosso          | Toro Rosso STR6     | Ferrari 056          | P     |
| 19 | Jaime Alguersuari  | Scuderia Toro Rosso          | Toro Rosso STR6     | Ferrari 056          | P     |
| 20 | Heikki Kovalainen  | Team Lotus                   | Lotus T128          | Renault RS27-2011    | P     |
| 21 | Jarno Trulli       | Team Lotus                   | Lotus T128          | Renault RS27-2011    | P     |
| 21 | Karun Chandhok     | Team Lotus                   | Lotus T128          | Renault RS27-2011    | P     |
| 22 | Narain Karthikeyan | HRT F1 Team                  | Hispania F111       | Cosworth CA2011      | P     |
| 23 | Vitantonio Liuzzi  | HRT F1 Team                  | Hispania F111       | Cosworth CA2011      | P     |
| 24 | Timo Glock         | Marussia Virgin Racing       | Virgin MVR-02       | Cosworth CA2011      | P     |
| 25 | Jérôme d’Ambrosio  | Marussia Virgin Racing       | Virgin MVR-02       | Cosworth CA2011      | P     |
| Nr | Kierowca           | Zespół                       | Samochód            | Silnik               | Opony |

## Wyniki

### Sesje treningowe
| Sesja | Nr | Kierowca         | Konstruktor      | Czas     | Okr. |
| ----- | -- | ---------------- | ---------------- | -------- | ---- |
| 1     | 2  | Mark Webber      | Red Bull-Renault | 1:40,403 | 22   |
| 2     | 5  | Fernando Alonso  | Ferrari          | 1:37,968 | 35   |
| 3     | 1  | Sebastian Vettel | Red Bull-Renault | 1:37,258 | 15   |

### Kwalifikacje
Źródło: Wyprzedź Mnie!
| Poz. | Nr | Kierowca           | Konstruktor          | Q1       | Q2       | Q3       | Poz. s. |
| --- | --- | ------------------ | -------------------- | -------- | -------- | -------- | ------- |
| 1 | 1 | Sebastian Vettel   | Red Bull-Renault     | 1:39,116 | 1:37,305 | 1:36,975 | 1       |
| 2 | 2 | Mark Webber        | Red Bull-Renault     | 1:39,956 | 1:38,058 | 1:37,163 | 2       |
| 3 | 3 | Lewis Hamilton     | McLaren-Mercedes     | 1:39,244 | 1:37,727 | 1:37,380 | 3       |
| 4 | 5 | Fernando Alonso    | Ferrari              | 1:39,725 | 1:37,930 | 1:37,454 | 4       |
| 5 | 6 | Felipe Massa       | Ferrari              | 1:38,413 | 1:38,566 | 1:37,535 | 5       |
| 6 | 4 | Jenson Button      | McLaren-Mercedes     | 1:39,453 | 1:37,749 | 1:37,645 | 6       |
| 7 | 8 | Nico Rosberg       | Mercedes             | 1:39,266 | 1:38,373 | 1:38,231 | 7       |
| 8 | 7 | Michael Schumacher | Mercedes             | 1:39,198 | 1:38,365 | 1:38,240 | 8       |
| 9 | 9 | Nick Heidfeld      | Renault              | 1:39,877 | 1:38,781 | –        | 9       |
| 10 | 14 | Adrian Sutil       | Force India-Mercedes | 1:39,329 | 1:39,034 | –        | 10      |
| 11 | 10 | Witalij Pietrow    | Renault              | 1:39,690 | 1:39,068 | –        | 11      |
| 12 | 15 | Paul di Resta      | Force India-Mercedes | 1:39,852 | 1:39,422 | –        | 12      |
| 13 | 11 | Rubens Barrichello | Williams-Cosworth    | 1:39,602 | 1:39,489 | –        | 13      |
| 14 | 16 | Kamui Kobayashi    | Sauber-Ferrari       | 1:40,131 | 1:39,525 | –        | 14      |
| 15 | 12 | Pastor Maldonado   | Williams-Cosworth    | 1:39,690 | 1:39,645 | –        | 15      |
| 16 | 17 | Sergio Pérez       | Sauber-Ferrari       | 1:39,494 | 1:39,657 | –        | 16      |
| 17 | 18 | Sébastien Buemi    | Toro Rosso-Ferrari   | 1:39,679 | 1:39,711 | –        | 17      |
| 18 | 19 | Jaime Alguersuari  | Toro Rosso-Ferrari   | 1:40,232 | –        | –        | 18      |
| 19 | 20 | Heikki Kovalainen  | Lotus-Renault        | 1:41,664 | –        | –        | 19      |
| 20 | 21 | Jarno Trulli       | Lotus-Renault        | 1:42,234 | –        | –        | 20      |
| 21 | 24 | Timo Glock         | Virgin-Cosworth      | 1:42,553 | –        | –        | 21      |
| 22 | 23 | Vitantonio Liuzzi  | HRT-Cosworth         | 1:43,584 | –        | –        | 22      |
| 23 | 25 | Jérôme d’Ambrosio  | Virgin-Cosworth      | 1:43,735 | –        | –        | 23      |
| 24 | 22 | Narain Karthikeyan | HRT-Cosworth         | 1:44,363 | –        | –        | 24      |
| Poz. | Nr | Kierowca           | Konstruktor          | Q1       | Q2       | Q3       | Poz. s. |
| \| Legenda \| Legenda \| \| ------------------------ \| ---------------------------------------------------------------------------------------------------------------------------------------------------------------------------------------------------------------------------------------------------------------- \| \| Poz. Nr Q1 Q2 Q3 Poz. s. \| Pozycja zajęta w sesji kwalifikacyjnej Numer startowy kierowcy Wynik uzyskany w pierwszej części kwalifikacji Wynik uzyskany w drugiej części kwalifikacji Wynik uzyskany w trzeciej części kwalifikacji Pozycja startowa po uwzględnięniu kar, przesunięć, itp. \| | |                    |                      |          |          |          |         |
| Legenda | |                    |                      |          |          |          |         |
| Poz. Nr Q1 Q2 Q3 Poz. s. | Pozycja zajęta w sesji kwalifikacyjnej Numer startowy kierowcy Wynik uzyskany w pierwszej części kwalifikacji Wynik uzyskany w drugiej części kwalifikacji Wynik uzyskany w trzeciej części kwalifikacji Pozycja startowa po uwzględnięniu kar, przesunięć, itp. |                    |                      |          |          |          |         |

### Wyścig
Źródło: Wyprzedź Mnie!
| P  | + / –     | Nr | Kierowca           | Konstruktor          | Okr. | Czas / Strata    | Komentarz |
| -- | --------- | -- | ------------------ | -------------------- | ---- | ---------------- | --------- |
| 1  | Bez zmian | 1  | Sebastian Vettel   | Red Bull-Renault     | 57   | 1h39m36,169      |           |
| 2  | 2         | 5  | Fernando Alonso    | Ferrari              | 57   | +0:10,891        |           |
| 3  | 1         | 2  | Mark Webber        | Red Bull-Renault     | 57   | +0:27,255        |           |
| 4  | 1         | 3  | Lewis Hamilton     | McLaren-Mercedes     | 57   | +0:46,190        |           |
| 5  | Bez zmian | 6  | Felipe Massa       | Ferrari              | 57   | +0:51,705        |           |
| 6  | Bez zmian | 4  | Jenson Button      | McLaren-Mercedes     | 57   | +1:00,065        |           |
| 7  | Bez zmian | 8  | Nico Rosberg       | Mercedes             | 57   | +1:38,090        |           |
| 8  | 10        | 19 | Jaime Alguersuari  | Toro Rosso-Ferrari   | 56   | +1 okr.          |           |
| 9  | 1         | 14 | Adrian Sutil       | Force India-Mercedes | 56   | +1 okr. (00,495) |           |
| 10 | 1         | 9  | Nick Heidfeld      | Renault              | 56   | +1 okr. (08,397) |           |
| 11 | 5         | 17 | Sergio Pérez       | Sauber-Ferrari       | 56   | +1 okr. (06,752) |           |
| 12 | 1         | 11 | Rubens Barrichello | Williams-Cosworth    | 56   | +1 okr. (05,117) |           |
| 13 | 4         | 18 | Sébastien Buemi    | Toro Rosso-Ferrari   | 56   | +1 okr. (01,237) |           |
| 14 | 2         | 15 | Paul di Resta      | Force India-Mercedes | 56   | +1 okr. (01,995) |           |
| 15 | 4         | 10 | Witalij Pietrow    | Renault              | 56   | +1 okr. (03,666) |           |
| 16 | 2         | 16 | Kamui Kobayashi    | Sauber-Ferrari       | 56   | +1 okr. (01,454) |           |
| 17 | 9         | 7  | Michael Schumacher | Mercedes             | 56   | +1 okr. (14,822) |           |
| 18 | 3         | 12 | Pastor Maldonado   | Williams-Cosworth    | 56   | +1 okr. (17,988) |           |
| 19 | Bez zmian | 20 | Heikki Kovalainen  | Lotus-Renault        | 55   | +2 okr.          |           |
| 20 | Bez zmian | 21 | Jarno Trulli       | Lotus-Renault        | 55   | +2 okr. (37,941) |           |
| 21 | Bez zmian | 24 | Timo Glock         | Virgin-Cosworth      | 55   | +2 okr. (16,174) |           |
| 22 | 1         | 25 | Jérôme d’Ambrosio  | Virgin-Cosworth      | 55   | +2 okr. (20,660) |           |
| 23 | 1         | 23 | Vitantonio Liuzzi  | HRT-Cosworth         | 54   | +3 okr.          |           |
| 24 | Bez zmian | 22 | Narain Karthikeyan | HRT-Cosworth         | 54   | +3 okr. (95,712) |           |
| P  | + / –     | Nr | Kierowca           | Konstruktor          | Okr. | Czas / Strata    | Komentarz |

### Najszybsze okrążenie
Źródło: Wyprzedź Mnie!
| Nr | Kierowca         | Konstruktor      | Czas     | Okr. |
| -- | ---------------- | ---------------- | -------- | ---- |
| 1  | Sebastian Vettel | Red Bull-Renault | 1:41,852 | 53   |

## Prowadzenie w wyścigu
| Nr                              | Kierowca         | Okrążenia   | Suma |
| ------------------------------- | ---------------- | ----------- | ---- |
| 1                               | Sebastian Vettel | 1-13, 14-57 | 56   |
| 5                               | Felipe Massa     | 13-14       | 1    |
| \| Wykres \| \| ------ \| \| \| |                  |             |      |
| Wykres                          |                  |             |      |
|                                 |                  |             |      |

## Klasyfikacja po wyścigu

### Kierowcy
| P  | +/− | Kierowca           | Starty | Punkty | P1 | P2 | P3 | PP | NO | NS |
| -- | --- | ------------------ | ------ | ------ | -- | -- | -- | -- | -- | -- |
| 1  | 0   | Sebastian Vettel   | 8      | 186    | 6  | 2  | –  | 7  | 1  | –  |
| 2  | 0   | Jenson Button      | 8      | 109    | 1  | 1  | 2  | –  | 1  | –  |
| 3  | 0   | Mark Webber        | 8      | 109    | –  | 1  | 3  | 1  | 4  | –  |
| 4  | 0   | Lewis Hamilton     | 8      | 97     | 1  | 2  | –  | –  | 1  | 1  |
| 5  | 0   | Fernando Alonso    | 8      | 87     | –  | 2  | 1  | –  | –  | 1  |
| 6  | 0   | Felipe Massa       | 8      | 42     | –  | –  | –  | –  | 1  | 2  |
| 7  | +3  | Nico Rosberg       | 8      | 32     | –  | –  | –  | –  | –  | 1  |
| 8  | −1  | Witalij Pietrow    | 8      | 31     | –  | –  | 1  | –  | –  | 1  |
| 9  | −1  | Nick Heidfeld      | 8      | 30     | –  | –  | 1  | –  | –  | 1  |
| 10 | −1  | Michael Schumacher | 8      | 26     | –  | –  | –  | –  | –  | 2  |
| 11 | 0   | Kamui Kobayashi    | 8      | 25     | –  | –  | –  | –  | –  | 1  |
| 12 | 0   | Adrian Sutil       | 8      | 10     | –  | –  | –  | –  | –  | 1  |
| 13 | +1  | Jaime Alguersuari  | 8      | 8      | –  | –  | –  | –  | –  | 2  |
| 14 | −1  | Sébastien Buemi    | 8      | 8      | –  | –  | –  | –  | –  | –  |
| 15 | 0   | Rubens Barrichello | 8      | 4      | –  | –  | –  | –  | –  | 2  |
| 16 | 0   | Sergio Pérez       | 6      | 2      | –  | –  | –  | –  | –  | 2  |
| 17 | 0   | Paul di Resta      | 8      | 2      | –  | –  | –  | –  | –  | 1  |
| 18 | 0   | Pedro de la Rosa   | 1      | 0      | –  | –  | –  | –  | –  | –  |
| 19 | 0   | Jarno Trulli       | 8      | 0      | –  | –  | –  | –  | –  | 1  |
| 20 | 0   | Vitantonio Liuzzi  | 7      | 0      | –  | –  | –  | –  | –  | 2  |
| 21 | 0   | Jérôme d’Ambrosio  | 8      | 0      | –  | –  | –  | –  | –  | 1  |
| 22 | 0   | Heikki Kovalainen  | 8      | 0      | –  | –  | –  | –  | –  | 3  |
| 23 | 0   | Timo Glock         | 7      | 0      | –  | –  | –  | –  | –  | 2  |
| 24 | 0   | Pastor Maldonado   | 8      | 0      | –  | –  | –  | –  | –  | 2  |
| 25 | 0   | Narain Karthikeyan | 7      | 0      | –  | –  | –  | –  | –  | 1  |
| P  | +/− | Kierowca           | Starty | Punkty | P1 | P2 | P3 | PP | NO | NS |

### Konstruktorzy
| P  | +/− | Konstruktor          | Starty | Punkty | P1 | P2 | P3 | PP | NO | NS |
| -- | --- | -------------------- | ------ | ------ | -- | -- | -- | -- | -- | -- |
| 1  | 0   | Red Bull-Renault     | 16     | 302    | 6  | 3  | 3  | 8  | 5  | –  |
| 2  | 0   | McLaren-Mercedes     | 16     | 206    | 2  | 3  | 2  | –  | 2  | 1  |
| 3  | 0   | Ferrari              | 16     | 129    | –  | 2  | 1  | –  | 1  | 3  |
| 4  | 0   | Renault              | 16     | 61     | –  | –  | 2  | –  | –  | 2  |
| 5  | 0   | Mercedes             | 16     | 58     | –  | –  | –  | –  | –  | 3  |
| 6  | 0   | Sauber-Ferrari       | 15     | 27     | –  | –  | –  | –  | –  | 2  |
| 7  | 0   | Toro Rosso-Ferrari   | 16     | 16     | –  | –  | –  | –  | –  | 2  |
| 8  | 0   | Force India-Mercedes | 16     | 12     | –  | –  | –  | –  | –  | 2  |
| 9  | 0   | Williams-Cosworth    | 16     | 4      | –  | –  | –  | –  | –  | 5  |
| 10 | 0   | Lotus-Renault        | 16     | 0      | –  | –  | –  | –  | –  | 4  |
| 11 | 0   | HRT-Cosworth         | 14     | 0      | –  | –  | –  | –  | –  | 3  |
| 12 | 0   | Virgin-Cosworth      | 15     | 0      | –  | –  | –  | –  | –  | 2  |
| P  | +/− | Konstruktor          | Starty | Punkty | P1 | P2 | P3 | PP | NO | NS |